# 巴西石
巴西石（英語：Brazilianite）是一種磷酸鹽礦物，其名稱源自其原產地巴西。這種礦物通常呈黃綠色，常見於富含磷的伟晶岩中。
巴西石形成於偉晶岩中、聚集成狀晶簇的完美晶體出現。著名的礦藏之一位於巴西米纳斯吉拉斯州康塞列羅佩納的周邊地區。
部分巴西石晶體生長於白雲母片上，閃耀著銀白光澤，嵌入其母岩中。這些晶體呈深綠黃色至橄欖綠，尺寸有時可長達12公分（4.7英吋）、寬8公分（3.1英吋）。

## 組成
巴西石（化學式 NaAl₃(PO₄)₂(OH)₄）是一種含水鈉磷酸铝鹽礦物，形成於鋰磷石-蒙特布拉石經交代作用的過程。
鋰磷石（化學式 LiAlPO₄F）在與石英共同作用時，會經歷氫氧根（OH⁻）與氟（F⁻）的交換反應，在高於攝氏480度的條件下轉變為蒙特布拉石（化學式 LiAlPO₄{F,OH} ）。
接著，在低於攝氏450度的環境中，蒙特布拉石會因流失鋰，並發生鈉離子置換反應，形成鈉蒙特布拉石（Natromontebrasite，NaAl(PO₄)(OH)）。
最終，當鈉蒙特布拉石與氟磷灰石（化學式 Ca₅(PO₄)₃F）結合時，即可形成巴西石。
由於巴西石的成因與鋰磷石-蒙特布拉石交代作用有關，且其形成環境常伴隨电气石存在，因此其結構中常含有多種元素，例如磷、鋁、鐵、錳、鋇、鍶、鈣、鎂、鈉、鉀、氟、氯等。
此外，巴西石的化學組成存在多種置換可能性：除了鈉可以被其他陽離子取代外，鋁可被鐵取代，而磷酸根（PO₄³⁻）也可被钒酸根（VO₄³⁻）或砷酸根（AsO₄³⁻）取代。

## 結構
巴西石的結構由邊緣共用的鋁氧八面體（Al-O 八面體）鏈構成，這些八面體透過磷氧四面体（P-O 四面體）彼此連接，而鈉原子位於這一骨架結構形成的空腔中。
其晶體結構參數為：a ≈ 11.23 Å、b ≈ 10.14 Å、c ≈ 7.10 Å、β ≈ 97.4°、Z = 4。
鋁八面體有兩種不同的配位方式：
1. trans-AlO₄(OH)₂
2. trans-AlO₃(OH)₃

巴西石中的兩個磷原子，皆為與四個氧原子配位的四面體構型。鈉原子位於由 P-O 與 Al-O 多面體構成的不規則空腔內，其配位方式為較罕見的七配位（seven-coordination）。
在這個與鈉共用的空腔中還存在一個氫離子（H⁺），由於氫與鈉之間會產生排斥力，使鈉原子偏向空腔的一側，從而與氧原子形成更偏向一側的配位。
Gatehouse 等人在1974年指出，其餘四個氫離子呈鏈狀排列，使結構更為複雜。而 Gatta 等人在2013年提供了明確的氫鍵分布模型，並說明這些氫原子被限制於 OH⁻ 基團中。
其中有一個氫原子發生分裂，形成第五個氫。雖然尚不清楚其分裂機制，但已知它會改變整體氫鍵配置。巴西石中四個 OH⁻ 基團的氧原子中，有些作為氫鍵的供體（donor），有些作為受體（acceptor），而其中有一個氧原子同時扮演供體與受體，以容納那個分裂出的氫。

## 物理特性
巴西石屬於单斜晶系，其点群為 2/m，晶體屬性隸屬於空間群 P2₁/n。
其晶體通常沿 [100]方向延伸，呈現長柱狀或棱柱狀形態。在巴西石中最常見的晶面有：
- {010}
- {110}
- {111}

該礦物具有完美的 {010} 解理面，性質脆弱，呈貝殼狀斷口。其莫氏硬度為5.5，比重在1945年首次測量時為2.94，但往後第二次發現時重新測定為2.98。
巴西石具有玻璃光澤、白色條痕及透明至半透明的外觀。顏色變化範圍從深黃綠色至淡黃色。其加熱至攝氏200度時會開始褪色，至攝氏300度時變為無色。

## 地質產狀

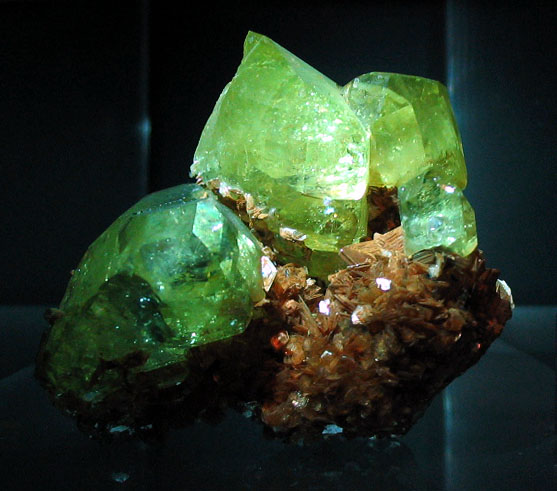
來自巴西米納斯吉拉斯州的標本。

巴西石通常產於花岗岩偉晶岩中，常見於在偉晶岩的空洞內部，這些空洞中也常見石英、綠柱石與云母。
在不同地區，巴西石呈現不同的結晶習性，常與白雲母共生。以巴西一條已變質的 Corrego Frio 偉晶岩脈為例，其岩脈壁之間為風化的黑云母片岩。
在美國新罕布夏州發現巴西石的偉晶岩，主要由99%钠长石、雲母與石英所構成。巴西石也經常與電氣石、长石共生。
關於偉晶岩中礦物形成的順序，巴西目前尚未確定完整的形成序列；在新罕布什爾州，形成順序為石英 → 巴西石 → 磷灰石 → 白磷石→ 石英。
在熱液期晚期，含有巴西石的偉晶岩會被低溫的熱液脈穿過，這一階段中磷鋁鋰礦－蒙特布拉石會轉化為巴西石。

## 其他
巴西石有時會被當作寶石。它屬於一類相對較新，可當作寶石磷酸鹽礦物，與鋰磷石、綠松石與磷灰石同列。
由於外觀相似，巴西石常与鋰磷石、金绿宝石、綠柱石和黄玉混淆。
儘管巴西石在1945年才被正式發表，但其實在1944年時就已被發現，當時它被誤認為金绿宝石，直到後來分析才發現它是一種新礦物。
巴西米纳斯吉拉斯州是該國最大的巴西石生產與出口地。
巴西石質地柔軟且脆弱，且其加熱時會褪色，這使得它在寶石市場上並不普及。